# Eucyclops ensifer
Eucyclops ensifer is een eenoogkreeftjessoort uit de familie van de Cyclopidae. De wetenschappelijke naam van de soort is voor het eerst geldig gepubliceerd in 1936 door Kiefer.